# Плавання на літніх Паралімпійських іграх 2020
Плавання на літніх Паралімпійських іграх 2020 року проводиться у Токійському центрі водних видів спорту. Заплановано 146 змагань (76 чоловічих, 67 жіночих та 3 змішані естафети) — на шість менше, ніж на літніх Паралімпійських іграх 2016 року. Плавання є другим за величиною видом спорту: поступається легкій атлетиці та випереджає настільний теніс. 
Літні Олімпійські та Паралімпійські ігри 2020 року були перенесені на 2021 рік через пандемію COVID-19. Вони зберегли назву 2020 року і проводяться з 24 серпня по 5 вересня 2021 р.  

## Кваліфікація
Кваліфікація починається з 1 жовтня 2018 року і закінчується 1 серпня 2021 року 

### Класи
Існує три префікси класу спортивного класу для плавальних розрядів:
- S призначений для плавнання вільним стилем, змагань батерфляєм та кролем на спині.
- SB для брасу
- SM призначений для комплексного плавання.

Окрім плавальних розрядів, вони також поділяються на десять різних категорій: 
- S1/SB1: плавці, які можуть мати тетраплегію або певну форму втрати м’язової сили ніг, рук та кистей. Ці плавці регулярно користуються інвалідним візком.
- S2/SB1: плавці, які можуть мати обмежені функції в руках, тулубі та ногах і в основному покладаються на руки, щоб плавати.
- S3/SB2: плавці, які мають ампутацію ніг або рук, мають серйозні проблеми з координацією в кінцівках або повинні плавати руками, але не використовують тулуб чи ноги.
- S4/SB3: плавці, які мають функцію в руках і кистях, але не можуть використовувати тулуб або ноги для плавання, або у них є три ампутовані кінцівки.
- S5/SB4: плавці з геміпарезом, параплегією або низьким зростом.
- S6/SB5: плавці з низьким зростом або ампутацією рук або певною формою проблем з координацією на одній стороні тіла.
- S7/SB6: плавці з ампутацією однієї ноги та однієї руки на протилежній стороні або паралічем на одній стороні тіла. Ці плавці мають повний контроль над руками та тулубом, але змінюють функції у ногах.
- S8/SB7: плавці, у яких є одна ампутація або обмежувальні рухи в тазостегнових, колінних і гомілковостопних суглобах.
- S9/SB8: плавці, які мають обмеження суглобів на одній нозі або подвійні ампутації нижче коліна.
- S10/SB9: плавці з незначними фізичними вадами, наприклад, втрата однієї руки.
- S11/SB11: плавці, які мають серйозні порушення зору і мають дуже низьке або зовсім не сприймають світло, для участі у змаганнях вони повинні носити чорні окуляри. Вони використовують тапери під час змагань у плавальних змаганнях.
- S12/SB12: плавці з помірними порушеннями зору та зором менше 5. Для участі у змаганнях вони зобов’язані носити чорні окуляри.
- S13/SB13: плавці з незначними порушеннями зору та високою гостротою зору. Для участі у змаганнях вони зобов’язані носити чорні окуляри.
- S14/SB14: плавці з вадами розумового розвитку .

У естафетних перегонах сума індивідуальних класів плавців не повинна перевищувати зазначену загальну кількість балів. Наприклад, три плавці S8 та плавець S10 є дійсною комбінацією для 34-бальної естафети (8 + 8 + 8 + 10 = 34).

## Медальний залік
Джерело: 
| Місце                | Країна                             | Золото | Срібло | Бронза | Загалом |
| -------------------- | ---------------------------------- | ------ | ------ | ------ | ------- |
| 1                    | Китай                              | 19     | 19     | 18     | 56      |
| 2                    | Російський паралімпійський комітет | 17     | 14     | 18     | 49      |
| 3                    | США                                | 15     | 10     | 10     | 35      |
| 4                    | Україна                            | 14     | 18     | 11     | 43      |
| 5                    | Італія                             | 11     | 16     | 12     | 39      |
| 6                    | Австралія                          | 8      | 10     | 15     | 33      |
| 7                    | Велика Британія                    | 8      | 9      | 9      | 26      |
| 8                    | Бразилія                           | 8      | 5      | 10     | 23      |
| 9                    | Ізраїль                            | 6      | 1      | 1      | 8       |
| 10                   | Нідерланди                         | 5      | 6      | 6      | 17      |
| 11                   | Білорусь                           | 5      | 1      | 0      | 6       |
| 12                   | Азербайджан                        | 4      | 0      | 0      | 4       |
| 13                   | Японія                             | 3      | 7      | 3      | 13      |
| 14                   | Угорщина                           | 3      | 4      | 0      | 7       |
| 15                   | Канада                             | 3      | 3      | 2      | 8       |
| 16                   | Мексика                            | 3      | 1      | 6      | 10      |
| 17                   | Нова Зеландія                      | 3      | 1      | 1      | 5       |
| 18                   | Іспанія                            | 2      | 9      | 3      | 14      |
| 19                   | Колумбія                           | 2      | 4      | 4      | 10      |
| 20                   | Німеччина                          | 2      | 0      | 3      | 5       |
| 21                   | Сінгапур                           | 2      | 0      | 0      | 2       |
| 22                   | Чилі                               | 1      | 2      | 0      | 3       |
| 23                   | Ірландія                           | 1      | 1      | 0      | 2       |
| 24                   | Кіпр                               | 1      | 0      | 1      | 2       |
| 25                   | Франція                            | 0      | 2      | 3      | 5       |
| 26                   | Аргентина                          | 0      | 2      | 0      | 2       |
| 27                   | Чехія                              | 0      | 1      | 0      | 1       |
| 28                   | Греція                             | 0      | 0      | 3      | 3       |
| 29                   | Узбекистан                         | 0      | 0      | 2      | 2       |
| 30                   | Казахстан                          | 0      | 0      | 1      | 1       |
| 30                   | Литва                              | 0      | 0      | 1      | 1       |
| 30                   | Польща                             | 0      | 0      | 1      | 1       |
| 30                   | Туреччина                          | 0      | 0      | 1      | 1       |
| 30                   | Хорватія                           | 0      | 0      | 1      | 1       |
| 30                   | Швейцарія                          | 0      | 0      | 1      | 1       |
| Загалом (35 збірних) | Загалом (35 збірних)               | 146    | 146    | 147    | 439     |